# WTA Poland Open
WTA Poland Open este un turneu de tenis care se desfășoară la Varșovia, Polonia. Prima ediție a turneului a avut loc în iulie 2021 la Gdynia, dar în 2022 a fost mutat la Varșovia.

## Rezultate

### Simplu
| An   | Campioană       | Finalistă       | Scor          |
| ---- | --------------- | --------------- | ------------- |
| 2021 | Maryna Zanevska | Kristína Kučová | 6–4, 7–6(7–3) |
| 2022 | Caroline Garcia | Ana Bogdan      | 6–4, 6–1      |
| 2023 | Iga Świątek     | Laura Siegemund | 6–0, 6–1      |

### Dublu
| An   | Campioane                            | Finaliste                           | Scor             |
| ---- | ------------------------------------ | ----------------------------------- | ---------------- |
| 2021 | Anna Danilina Lidziya Marozava       | Kateryna Bondarenko Katarzyna Piter | 6–3, 6–2         |
| 2022 | Anna Danilina (2) Anna-Lena Friedsam | Katarzyna Kawa Alicja Rosolska      | 6–4, 5–7, [10–5] |
| 2023 | Heather Watson Yanina Wickmayer      | Weronika Falkowska Katarzyna Piter  | 6–4, 6–4         |